# Scure (araldica)
La scure compare in araldica come simbolo di giurisdizione e di giustizia.
Viene definita scure consolare o asta d'arme quando è posta in un fascio di verghe legate, a somiglianza di quelle portate dai littori romani che scortavano i consoli, e le altre maggiori cariche pubbliche. Una scure consolare compare nello stemma del cantone di San Gallo in Svizzera.
In Germania la scure, molto frequente nelle armi, rappresenta il diritto di tagliare boschi e foreste.
L'attributo manicata indica che il manico della scure è di colore diverso dalla lama.
Quando compaiono nello stesso stemma due scuri possono essere affrontate, quando le due lame sono rivolte verso l'interno l'una di fronte all'altra, oppure addossate, quando le due lame sono rivolte all'esterno verso i bordi esterni dello scudo.
Sinonimi sono ascia e accetta, che denotano entrambi attrezzi agricoli, mentre il termine ascia d'armi indica un'arma costituita da un piccolo manico munito di una lama di scure da un lato e di una punta dall'altra.

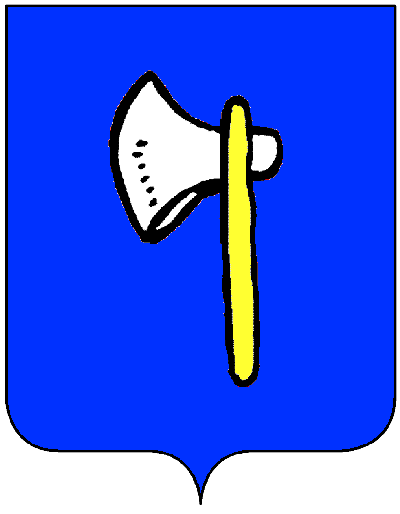
D'azzurro, alla scure d'argento, manicata d'oro
Di verde, alla scure d'argento, manicata d'oro (Barciany, Polonia)
Due scuri affrontate poste in decusse (Saint Helier, Jersey)
Due scuri addossate poste in decusse (Rinchnach, Germania)
Di nero, alla scure consolare d'oro (Legau, Germania)